# DGフィナンシャルテクノロジー
株式会社DGフィナンシャルテクノロジー(DG Financial Technology,Inc.)は、インターネット決済代行業を主業務とする東京都の企業。デジタルガレージグループの会社。
電子マネーを開発する米サイバーキャッシュ社の日本法人として設立され、サイバーキャッシュが開発した電子マネー「サイバーコイン」とクレジットカード決済「サイバーキャッシュ」をサービス提供していた。
電子マネー「サイバーコイン」は日本では普及に至らなかった。

## 沿革
- 1997年4月 - サイバーキャッシュ株式会社を設立。
- 2002年4月 - ベリトランス株式会社に商号変更。
- 2004年10月 - 大阪証券取引所ヘラクレス市場に上場。
- 2005年7月1日 - SBIベリトランス株式会社に商号変更。
- 2011年7月 - SBIホールディングス株式会社との株式交換によりJASDAQ上場廃止、100%子会社化。
- 2012年
  - 4月 - SBIホールディングス株式会社がデジタルガレージの連結子会社である株式会社ウィール（後の株式会社DGペイメントホールディングス。econtext Asia Limitedへの事業移管により、2012年11月にデジタルガレージ本体へ吸収合併）にSBIベリトランスの全株を売却。
  - 5月1日 - ベリトランス株式会社に商号変更。
- 2021年4月1日 - 株式会社DGフィナンシャルテクノロジーに商号変更。